# Geografická variabilita a poddruhy pumy
Vzhledem k velkému zeměpisnému rozšíření bylo popsáno několik poddruhů pumy. Morfologické studie definovaly až 32 poddruhů, ale genetické studie tuto širší variabilitu odmítají. Culver et al. (2000) na základě analýzy mitochondriální DNA došli k závěru, že po genetické stránce existuje jen šest poddruhů, ale po taxonomické revizi kočkovitých z roku 2017 (viz IUCN/SSC Cat Specialist Group), rozlišují odborníci už pouze dva poddruhy.
Protože dokážou žít v různém a odlišném prostředí, mohou se jednotlivé poddruhy pum (resp. regionální formy) mírně lišit vzhledem, zejména svou konstitucí. Obecně platí, že jedinci žijící na severu a dole na jihu (tj. blíže k pólům) jsou mohutnější, než ti ze středních oblastí poblíž rovníku.

## Původní systematika (32 poddruhů)

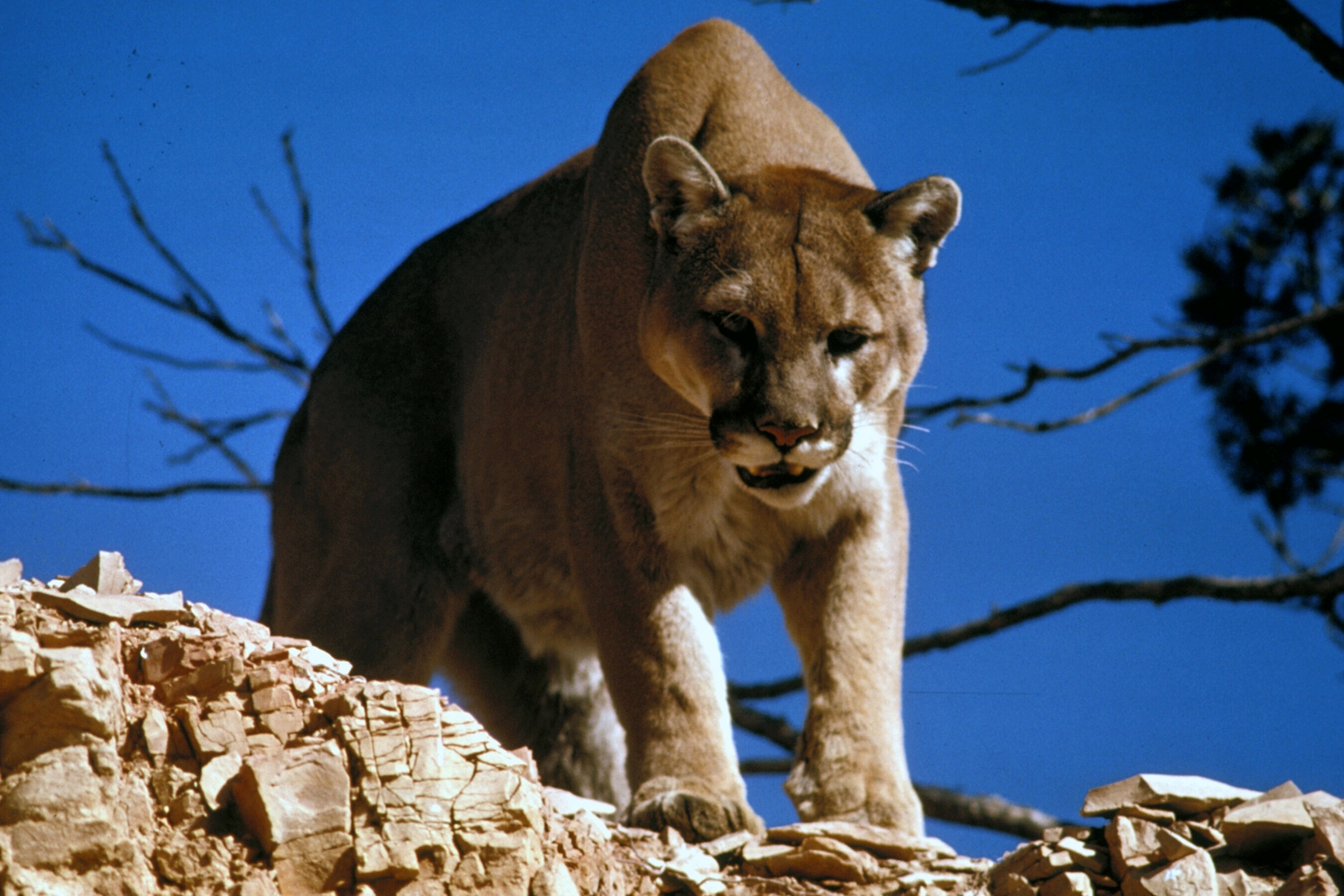
Puma americká (Puma concolor)

Geograficky/morfologicky bylo uznáváno těchto 32 poddruhů (tučně jsou vyznačeny ty, které platí pro Culvera et al. (2000)):
- Severní Amerika 
  - P. c. azteca Merriam, 1901 (Arizona, Nové Mexiko)
  - P. c. browni Merriam, 1903 (severní Baja California)
  - P. c. californica May, 1896 (Kalifornie)
  - P. c. coryi Bangs, 1899 (Florida)
  - P. c. cougar/couguar Kerr, 1792 (severovýchodní USA)
  - P. c. hippotestes Merriam, 1897 (střední USA)
  - P. c. improcera Philips, 1912 (jižní Baja California);
  - P. c. kaibabensis Nelson & Goldman, 1931 (Nevada, Utah)
  - P. c. mayensis Nelson & Goldman, 1929 (jižní Mexiko a Salvador)
  - P. c. missoulensis Goldman, 1943 (od severozápadní Kanady po severozápadní Spojené státy, Idaho a Montanu)
  - P. c. olympus Merriam, 1897 (jihozápadní Kanada)
  - P. c. oregonensis Rafinesque, 1832 (Oregon a Washington)
  - P. c. schorgeri Jackson, 1955 (středozápad USA)
  - P. c. stanleyana Goldman, 1936 (Texas a přilehlé oblasti v Mexiku)
  - P. c. vancouverensis Nelson & Goldman, 1932 (jihozápad Kanady)
- Střední Amerika
  - P. c. costaricensis Merriam, 1901 (Nikaragua, Panama)
- Severní část Jižní Ameriky
  - P. c. bangsi Merriam, 1901 (Andy v rámci Kolumbie)
  - P. c. concolor Linnaeus, 1771 (východní Venezuela, Guyana, Amazonie/Amazonský prales, Brazílie)[pozn. 1][5]
  - P. c. incarum Nelson & Goldman, 1929 (Andy v rámci Peru)
  - P. c. osgoodi Nelson & Goldman, 1929 (střední Bolívie)
  - P. c. soderstromi Lönnberg, 1913 (Andy v rámci Ekvádoru)
- Centrální část Jižní Ameriky
  - P. c. cabrerae Pocock, 1940 (severozápadní Argentina)
  - P. c. hudsoni Cabrera, 1957 (severozápadní Argentina)
- Východní část Jižní Ameriky
  - P. c. acrocodia Goldman, 1943 (Mato Grosso, jihovýchodní Bolívie, Gran Chaco, Paraguay a Argentina)
  - P. c. anthonyi Nelson & Goldman, 1931 (od jižní Venezuely po severní Brazílii)
  - P. c. borbensis Nelson & Goldman, 1933 (Amazonie/Amazonský prales, Brazílie, Kolumbie, Ekvádor a Peru)
  - P. c. capricornensis Goldman, 1946 (jihovýchodní Brazílie a severovýchodní Argentina)
  - P. c. greeni Nelson & Goldman, 1931 (východní Brazílie)[pozn. 2][5]
- Jižní část Jižní Ameriky
  - P. c. araucanus Osgood, 1943 (jižní Chile a Argentina)
  - P. c. patagonica Merriam, 1901 (jižní Argentina)
  - P. c. pearsoni Thomas, 1901 (Patagonie)
  - P. c. puma Molina, 1782 (střední Chile a přilehlé oblasti Argentiny)

## Novější systematika (6 poddruhů)
Ještě ve třetím vydání odborné literatury Mammal Species of the World, která vyšla koncem roku 2005, se uvádí taxony podle návrhu Culvera et al. (2000), ačkoli poddruh P. c. capricornensis je považován za synonymum P. c. anthonyi. S ohledem na genetické studie, které definovaly pouze šest poddruhů, se vůči původní systematice geografické rozšíření každého z nich přirozeně liší:
- P. c. cougar/couguar Kerr, 1792 (Severní Amerika), který se vyskytuje severně od Nikaraguy
- P. c. costaricensis Merriam, 1901 (Střední Amerika), který obývá lokality od Nikaraguy po Panamu
- P. c. concolor Linnaeus, 1771 (severní část Jižní Ameriky), který se vyskytuje v Amazonii a západně od řek Paraná a Paraguay
- P. c. cabrerae Pocock, 1940 (centrální oblasti Jižní Ameriky), který se vyskytuje v argentinských Pampách
- P. c. anthonyi/P. c. capricornensis Nelson & Goldman, 1931/1946 (východní oblasti Jižní Ameriky), který se vyskytuje v Brazílii, východně od řek Paraná a Paraguay
- P. c. puma Molina, 1782 (jižní část Jižní Ameriky), který se vyskytuje v Patagonii a při hranici jihu Argentiny a Chile.

V některých odborných studiích byla ještě v roce 2006 floridská puma stále vedena jako samostatný poddruh P. c. coryi. Od roku 2017 je tato subspecie považována za dílčí a k tomu velmi vzácnou populaci pumy americké v rámci Severní a Střední Ameriky – tj. poddruh P. c. couguar/cougar (viz níže).

## Nejnovější systematika (2 poddruhy)
Po taxonomické revizi kočkovitých z roku 2017 rozlišují odborníci už pouze dva poddruhy:
- P. c. couguar/cougar (Kerr, 1792); Severní a Střední Amerika
- P. c. concolor (Linnaeus, 1771); Jižní Amerika.